# KV52
A tumba KV52 (acrônimo de "King's Valley #52"), no Vale dos Reis em Egito, continha múmias de animais que, provavelmente, seriam de Amenófis II, enterrado próximo desta (KV35). A tumba foi descoberta e escavada em 1906 por Edward Russell Ayrton com o patrocínio de Theodore M. Davis.
A KV52 faz parte de um grupo de três tumbas, juntamente com a KV51 e a KV50, destinadas a animais mumificados como cachorros, gatos e macacos. Acredita-se que sejam animais de estimação de Amenófis II pela proximidade da tumba deste (KV35) com as tumbas dos animais. Mas esta teoria não pôde ser comprovada. A tumba foi saqueada na antiguidade.